# Siniša Kisić
Siniša Kisić (Brčko, 1954. – Brčko, 6. svibnja 2020.), bosanskohercegovački odbojkaš i političar srpskog podrijetla, prvi po redu gradonačelnik Brčko distrikta BiH.

## Životopis
Siniša Kisić je rođen 1954. godine u Brčkom. Diplomirani je ekonomista. Kao odbojkaš, u reprezentaciji SFR Jugoslavije nastupao je 49 puta, u seniorskoj je imao 96 nastupa. Za matični odbojkaški klub "Jedinstvo" Brčko odigrao je 500 utakmica. Bio je juniorski prvak SFR Jugoslavije u sezonama: 1971; 1973 i 1974. godine, a 1974. godine – najbolji igrač turnira. Bio je dugogodišnji član prve odbojkaške lige SFR Jugoslavije. Kao odbojkaški reprezentativac SFR Jugoslavije bio je osvajač medalje s Mediteranskih igara u Alžiru 1975. godine.
Od 1986. do 1990. godine radio je kao komercijalni ravnatelj radne organizacije "Velma" Brčko. U skupštini općine Brčko bio je odbornik od 1990.do 1997. godine. Od 1997. do 1999. bio je tajnik za gospodarstvo u izvršnom odboru Skupštine općine Brčko. Nakon toga postao je predsjednik izvršnog odbora općine Brčko (načelnik općine) od 1999. do 2000. godine. Uspostavljanjem distrikta postao je prvi gradonačelnik Brčko distrikta BiH od 2000. do 2003. godine. 
Prestankom gradonačelničkog mandata, izabran je za poslanika u Skupštini Brčko distrikta BiH od 2004. do 2006. godine. Na poziciji koordinatora Ureda Brčko distrikta BiH u Vijeću ministara Bosne i Hercegovine bio je od 2006. do 2018. godine, kada ga je zamijenio također bivši gradonačelnik Brčko distikta BiH Miroslav Gavrić. Bio je prvi predsjednik objedinjenog Odbojkaškog saveza Bosne i Hercegovine od 2005. do 2007. godine, te predsjednik Olimpijskog komiteta Bosne i Hercegovine u dva navrata od 2008. do 2009. i od 2018. do 2020. godine.
Umro je u Brčkom, 7. svibnja 2020. godine.

## Kontroverze
Siniša Kisić je tokom rata u Bosni i Hercegovini bio jedan od čuvara brčanskog logora Luka, u kojem su mučeni Bošnjaci i Hrvati tog grada. Bio je i komandant Trećeg bataljona Prve posavske brigade  Vojske Republike Srpske. Godine 2011. bošnjačke udruge nestalih civila su oblijepile Brčko fotografijama zlikovaca koji su činili zlo u tom gradu. Tom prilikom je po prvi put plakatirana nepoznata fotografija Siniše Kisića ispred logora Luka, koji je u vrijeme najbrutalnijih ratnih zločina u logoru Luka pozirao zajedno s pripadnicima VRS.

## Vanjske poveznice
- Preminuo Siniša Kisić, član Predsjedništva Olimpijskog komiteta BiH na Al-Jazeera Balkans